# Oreoglanis siamensis
Oreoglanis siamensis es una especie de peces de la familia Sisoridae en el orden de los Siluriformes.

## Morfología
- Los machos pueden llegar alcanzar los 14 cm de longitud total.
- Número de  vértebras: 37-40.[2][3]

## Alimentación
Come crustáceos y larvas de insectos.

## Hábitat
Es un pez de agua dulce y de clima tropical.

## Distribución geográfica
Se encuentran en Asia:  cuencas de los ríos Chao Phraya y Mekong.